# 티쓰리엔터테인먼트
주식회사 티쓰리엔터테인먼트(영어: T3 Entertainment Inc.)는 서울특별시 금천구 가산디지털1로 186에 있는 게임 개발사이다.

## 연혁
- 2000년 4월 17일: 회사 설립

## 주요 게임
- 법정불패 강검사
- 오디션